# ゾヤ・ピールザード
ゾヤ・ピールザード（ペルシア語: زویا پیرزاد, アルメニア語: Զոյա Փիրզադ、1952年 - ）は、イラン出身のアルメニア系作家。ペルシア語とアルメニア語のバイリンガルで、イラン国内のアルメニア人社会について初めてペルシア語で表現した作家となった。

## 経歴
イラン南部のアーバーダーン出身。アルメニア系イラン人の母親とロシア系イラン人の父親を持つ。テヘランで結婚して子供が2人いる女性であることの他は、経歴が公にされていない。アルメニア系はイランの少数民族で、大半がアルメニア正教のキリスト教徒であるため宗教面でも少数派に属する。作家活動を始めたのは30歳代からで、短編小説『いつもの夕方のように』（1991年）で作家デビューした。短編集『柿の渋み』（1997年）や『復活祭前日』（1998年）を発表し、長編『灯りは私が消す』（2001年）がベストセラーとなり名声を得た。小説の他に翻訳も手がけており、訳書として俳句選集『蛙飛び込む水の音』（1992年）や『不思議の国のアリス』（1996年）がある。

## 作品
ピールザードが発表した作品は、短編小説集3点、長編小説2点、翻訳2点となっている。1920年代を起点とするイランの現代文芸は男性作家が中心となり、政治に対する批判精神を表現することが重視されてきた。1990年代以降に増加した女性作家は、社会における女性の生き方を問う作品を発表し、ピールザードの作風もその流れに属する。
ピールザードの作品では、部外者が知る機会が少ないアルメニア系イラン人の社会が描かれている。通常はアルメニア語で交わされている会話をペルシア語で書くことで、マジョリティであるイラン人のムスリム読者に新たな認識をもたらした。また、スピード感とリズムを重視する文体が評価されており、ユーモアやフラッシュバック、短い言葉に表現を圧縮するテクニックなども特徴とされている。
短編集『柿の渋み』は、テヘランを舞台に価値観や階層が違う人々が登場する。「アパート」という作品ではキャリアウーマンと完璧主義の主婦が登場し、いずれも理想的な結婚をしたつもりが夫と不仲になり離婚へと至る。2人の女性はアパートの売却をめぐって会話をするが表面的な内容にとどまり、コミュニケーションの問題は夫婦間だけではないことが戯画化されている。表題作は、裕福な女性が父親から邸宅と柿の木を譲られるが、それらを守ろうとして下宿人たちと衝突する。「ハーモニカ」は南北で経済格差があるテヘランの暮らしを描くとともに、押しが強く生活力のある女性たちと、その顔色をうかがいながら生きる男性が対比されている。『復活祭前日』はカスピ海に面したギーラーン州が舞台となり、アルメニア人の少年時代、壮年時代、老年時代の回想を通して、異教徒間の恋愛が繰り返し語られる。全体を通したテーマには、「女性が心の自由を貫くことの意味と代償」がある。

### 主な著作
- 『いつもの夕方のように』（1991年） - 短編集
- 『柿の渋み』（1997年） - 短編集
- 『復活祭前日』（1998年） - 短編集
- 『灯りは私が消す』（2001年） - 長編
- 『慣れていくわ』（2004年） - 長編

## 評価
長編『灯りは私が消す』（2001年）でフーシャング・ゴルシーリー文学賞を受賞した。その他にもイランの文学賞を多数受賞している。全作品がフランス語訳されており、他に英語、ドイツ語、イタリア語、スペイン語、ギリシア語、トルコ語、ジョージア語などに翻訳されている。『柿の渋み』のフランス語訳は国際クーリエ賞と芸術文化勲章を受賞した。